# Natalja Aleksandrovna Poesjkina

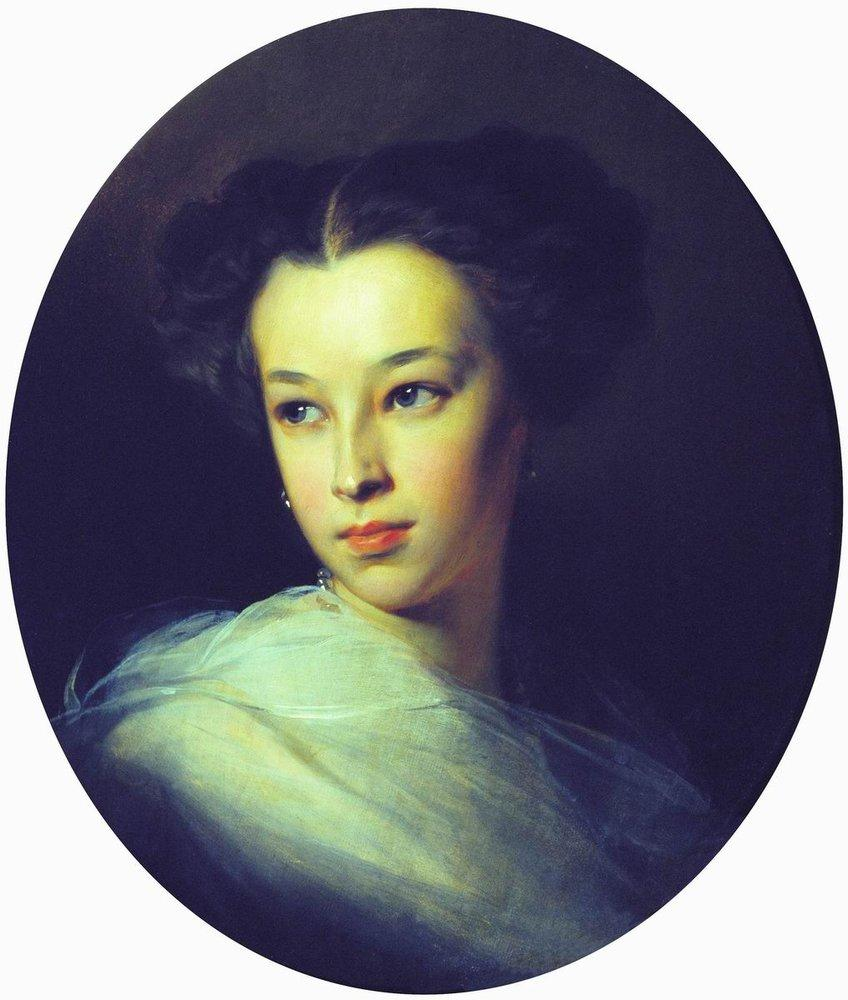
Natalja Aleksandrovna

Natalja Aleksandrovna Poesjkina (Russisch: Наталья Александровна Пушкина) (Sint-Petersburg, 23 mei 1836 — Cannes, 4 mei 1913) was het vierde kind en de jongste dochter van de Russische dichter Aleksandr Poesjkin en Natalja Nikolajevna Gontsjarova.
In 1853 trouwde ze met generaal Michail Leontjevitsj Doebelt (1822-1900). Dit huwelijk was niet naar de zin van haar moeder en haar stiefvader Pjotr Lanskoj, omdat de generaal berucht was om zijn gewelddadig karakter. Uit het huwelijk werden drie kinderen geboren:
- Natalja (1854-1925)
- Leonti (1855-1894)
- Anna (1861-1919)

Vanaf 1862 probeerde ze van hem te scheiden, wat haar uiteindelijk in 1868 lukte. Datzelfde jaar nog trouwde ze op 1 juli te Londen met prins Nicolaas Willem van Nassau (1832-1905), zoon van de soevereine hertog Willem van Nassau en prinses Pauline van Württemberg.
Omdat haar ouders geen echte adellijke titel voerden, werd dit huwelijk als morganatisch beschouwd en kon Natalia niet de erfelijke titel van prinses van haar man krijgen. Als oplossing creëerde George Victor van Waldeck-Pyrmont voor haar de adellijke titel (zonder geografische betekenis) "gravin van Merenberg" ter gelegenheid van dit huwelijk.
Uit haar tweede huwelijk werden drie kinderen geboren:
- Sophie van Merenberg (1868-1927), ook gravin van Torby na haar huwelijk in 1891 met groothertog Michaël Michajlovitsj van Rusland
- Alexandrine van Merenberg (1869-1950), echtgenote van Don Massimo de Elia
- Georg van Merenberg (1871-1948), echtgenoot van de vorstin Olga Aleksandrovna Joerjevska (dochter van de Russische tsaar Alexander II van Rusland en van Catharina Dolgoroekova).